# Fresnes-en-Woëvre
Fresnes-en-Woëvre is een gemeente in het Franse departement Meuse (regio Grand Est) en telt 731 inwoners (2011). De plaats maakt deel uit van het arrondissement Verdun. Het was tot begin 2015 de hoofdplaats van het kanton Fresnes-en-Woëvre, maar tegenwoordig is de gemeente onderdeel van het kanton Étain.

## Geografie
De oppervlakte van Fresnes-en-Woëvre bedraagt 9,1 km², de bevolkingsdichtheid is 80,3 inwoners per km².

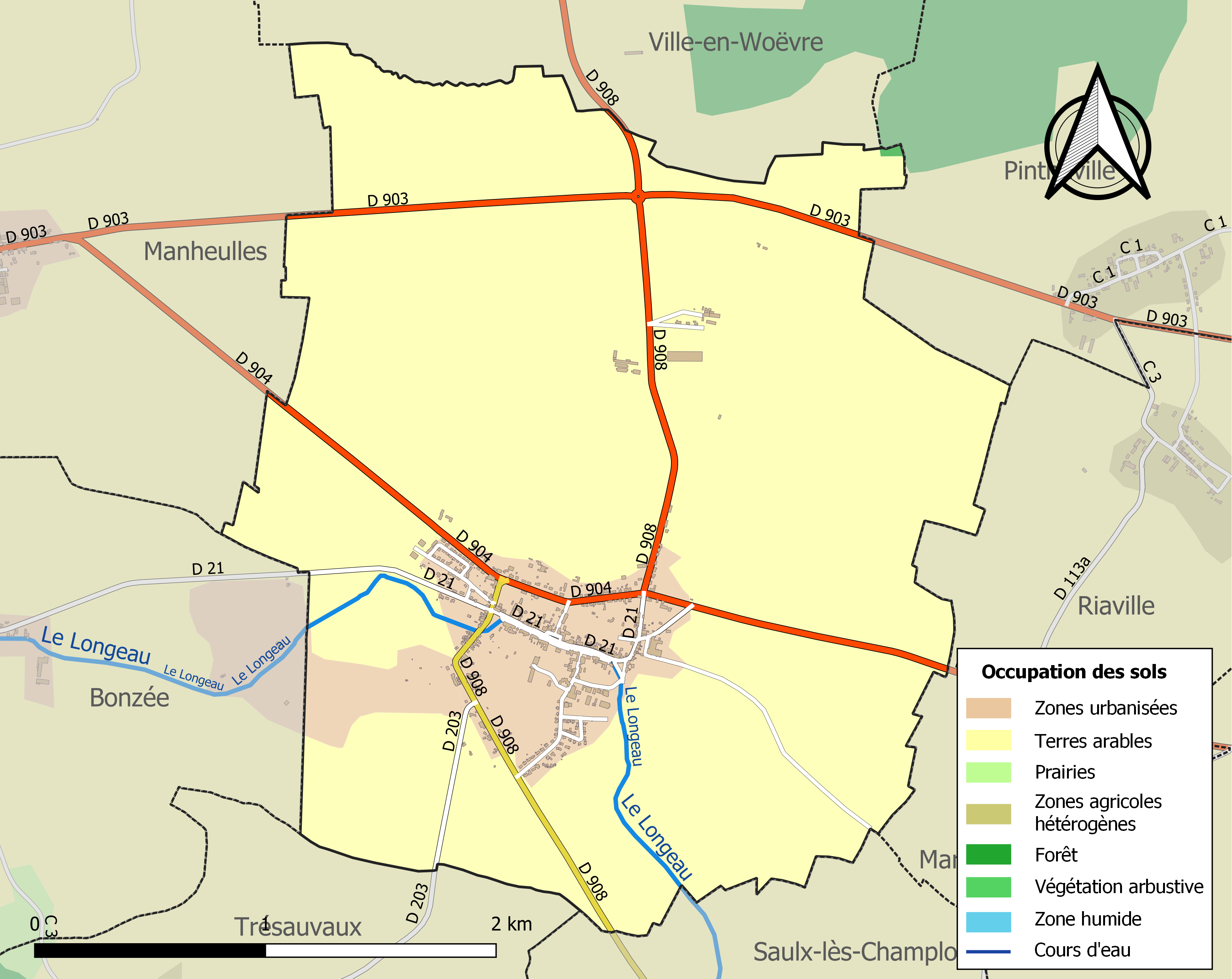
Kaart van de gemeente met de belangrijkste infrastructuur, bodemgebruik en omliggende gemeenten

## Demografie
Onderstaande figuur toont het verloop van het inwonertal (bron: INSEE-tellingen).